# Górnośląska Chorągiew Harcerzy ZHR
Górnośląska Chorągiew Harcerzy ZHR – jednostka terytorialna Organizacji Harcerzy ZHR. Zrzesza hufce, związki drużyn i drużyny ZHR działające na terenie, Bytomia, Raciborza, Bielska-Białej, Czechowic-Dziedzic i województwa śląskiego, do 22 maja 2003 roku także województwa opolskiego. Chorągiew tworzy: 1 hufiec, 2 związki drużyn, (2012).

## Historia
22 maja 2003 roku z Górnośląskiej Chorągwi Harcerzy wydzieliła się Chorągiew Harcerzy Ziemi Opolskiej, która obejmowała jednostki: Kluczborski Hufiec Harcerzy „Płomień”, Opolski Hufiec Harcerzy im. Szarych Szeregów, Opolski Związek Drużyn Harcerzy oraz Wołczyński Związek Drużyn Harcerzy „Omega”.

## Jednostki
- Bytomski Związek Drużyn Harcerzy
- Hufiec Harcerzy na Podbeskidziu im. Armii Krajowej
- Raciborski Związek Drużyn Harcerzy „Bastion”
- Czechowicki Hufiec Harcerzy „Fortis"

## Komendanci Górnośląskiej Chorągwi Harcerzy ZHR
- hm. Piotr Koj (1 czerwca 1990 – 15 listopada 1991)
- hm. Jacek Kudzior (15 listopada 1991 – 22 kwietnia 1995)
- hm. Waldemar Świerczek (22 kwietnia 1995 – 28 kwietnia 1997)
- hm. Piotr Rewienko (28 kwietnia 1997 – 13 marca 2002)
- hm. Bogumił Kanik (13 marca 2002 – 13 sierpnia 2003)
- (p.o.) phm. Grzegorz Pikuła (13 sierpnia 2003 – 2 października 2007)
- (p.o.) phm. Bartłomiej Szepielak (2 października 2007 – 26 czerwca 2009)
- hm. Sebastian Adamus (26 czerwca 2009 – 23 stycznia 2016)
- hm. Marcin Mucha (23 stycznia 2016 - 25 lutego 2018)
- hm. Konrad Nycz (25 lutego 2018 - 13 grudnia 2021)
- (p.o.) phm. Sławomir Winszczyk (od 13 grudnia 2021)